# Monte Malindang
El Monte Malindang es complejo volcánico ubicado en la provincia de Misamis Occidental en la isla sureña de Mindanao, en el país asiático de Filipinas. La cordillera se formó a través de varias actividades volcánicas algunas de las cuales podrían ser históricas, evidentes por la presencia de dos calderas, rodeadas de altas paredes de roca, conos de ceniza, los domos del volcán, dos aguas termales sulfurosas, y un lago de cráter llamado lago Duminagat.
El monte Malindang y la cordillera de Malindang en su conjunto, son visitados por sus cascadas, lagos de cráter y los densos bosques vírgenes que albergan diversas especies raras de flora y fauna. El 19 de junio de 1971, el área fue proclamada como el Parque nacional del Monte Malindang en virtud de la Ley de la República 6266.